# 冨沢宏
冨沢 宏（とみさわ ひろし、1940年10月18日 - ）は、日本の大蔵官僚。血液型はA型。大阪国税局長、国税庁次長、JTサービス代表取締役、国立印刷局理事長（初代）などを務めた。

## 来歴
東京府武蔵野町出身。東京都立西高等学校から東京大学に入学。東京大学法学部第2類（公法コース）卒業。1963年 大蔵省入省（大臣官房秘書課）。大臣官房秘書課調査係長心得、総理府内閣総理大臣官房審議室調査企画担当主査などを経て、1969年7月 枚方税務署長。
大蔵大臣秘書官（事務担当）などを務め、1978年7月 大臣官房企画官兼主税局総務課。1979年7月 大臣官房文書課広報室長。1980年6月 東京国税局査察部長。
1986年6月10日に関税局企画課長となり、1987年6月25日から関税局総務課長。1988年6月 海外経済協力基金総務部長。1990年6月29日 大阪国税局長。1991年6月11日 国税庁次長兼国税庁調査査察部長。同年7月8日 国税庁次長。1992年6月26日 退官。
JTソフトサービス代表取締役。2003年4月1日から国立印刷局理事長（初代）を2007年3月31日まで務めた。

## 略歴
- 1963年4月：大蔵省入省（大臣官房秘書課）[2]。
- 1964年5月：大臣官房秘書課調査係長心得[3]。
- 1965年5月：関東信越国税局調査査察部。
- 1966年4月：大臣官房調査課。
- 1967年5月：総理府内閣総理大臣官房審議室調査企画担当主査。
- 1969年7月：枚方税務署長。
- 1970年7月：国際金融局外資課長補佐。
- 1972年7月：国際金融局投資第一課長補佐。
- 1973年7月：大臣官房調査企画課長補佐（内国調査）[4]。
- 1975年5月：大蔵大臣秘書官（事務担当）。
- 1977年7月：主税局税制第一課長補佐。
- 1978年7月：大臣官房企画官 兼 主税局総務課。
- 1979年7月：大臣官房文書課広報室長。
- 1980年6月：東京国税局査察部長。
- 1981年7月：大臣官房付（外務研修）。
- 1982年5月6日：外務省在西ドイツ日本大使館参事官。
- 1985年6月18日：大臣官房付。
- 1985年6月25日：国際金融局調査課長。
- 1986年6月10日：関税局企画課長。
- 1987年6月25日：関税局総務課長 兼 関税局企画課長 兼 関税局輸出課長。
- 1987年7月1日：関税局総務課長。
- 1988年5月12日：関税局総務課長 兼 関税局企画課長。
- 1988年6月：海外経済協力基金総務部長。
- 1990年6月29日：大阪国税局長。
- 1991年6月11日：国税庁次長 兼 国税庁調査査察部長 兼 国税庁長官官房厚生課長。
- 1991年7月1日：国税庁次長 兼 国税庁調査査察部長。
- 1991年7月8日：国税庁次長。
- 1992年6月26日：退官。

## その他
- 趣味は在西ドイツ日本大使館参事官時代にポーランドの女性に教えてもらったチェロ演奏[1]。
- 嗜好は地酒[1]。